# Штейнберг, Лео
Лео Ште́йнберг (Лев Исаакович (Залман-Лейб) Штейнберг, англ. Leo Steinberg, 9 июля 1920, Москва, РСФСР — 13 марта 2011, Нью-Йорк, США) — американский художественный критик и историк искусства.

## Биография
Штейнберг родился в Москве в еврейско-немецкой семье Исаака Штейнберга и Анны Штейнберг (урожденная Есельсон). Отец был в России политиком, лидером европейского территориалистского движения, левым эсером; после Октябрьской революции с ноября 1917 по март 1918 года народным комиссаром юстиции Совета народных комиссаров РСФСР; в 1923 году семья была вынуждена эмигрировать в Берлин, где Штейнберг вырос (1923—1933). С приходом нацистов к власти семья переехала в Лондон, где Штейнберг в 1936—1940 гг. изучал скульптуру и живопись в Slade School of Fine Art (Лондонский университет). После Второй мировой войны, в 1945 году, он эмигрировал в Нью-Йорк, преподавал рисунок в Parsons School of Design и продолжил обучение в Институте изящных искусств Нью-Йоркского университета у Рихарда Краутхаймера и Вольфганга Лотца, где в 1960 году получил ученую степень.
Он преподавал историю искусства и натурный рисунок в Хантерском колледже Городского университета Нью-Йорка c 1962 по 1975 год; в Городском университете Нью-Йорка и в Пенсильванском университете, в котором он имел звание Benjamin Franklin Professor истории искусства, с 1975 по 1991 год; в Гарвардском университете в 1995—1996 гг. Также с 1970-х годов он читал лекции во многих других учебных заведениях, включая Стэнфордский университет, Калифорнийский университет в Беркли, Принстонский университет, Колумбийский университет и Гарвардский университет, а также в музеях и галереях по всему миру.
В 1972 Штейнберг в своей книге Other Criteria («Другие критерии»), состоящей из эссе о таких художниках, как Джексон Поллок, Пабло Пикассо, Филипп Густон, Роберт Раушенберг, Виллем де Кунинг и других, выдвинул идею «планшетного плана» в живописи, — термин, занятый им из полиграфии. По аналогии с прессом, на котором горизонтально располагается печатная поверхность, Штейнберг использует свой термин для описания характерного плоскостного плана в живописи 1960-х годов.
В том же году Штейнберг в своем эссе «The Philosophical Brothel» («Философский бордель») предложил объяснение целому ряду стилистических особенностей картины Пикассо «Авиньонские девицы». Используя ранние наброски художника, он доказывает, что целый ряд разнообразных стилей, присутствующих в картине, могут свидетельствовать о намеренной попытке «перехватить» взгляд зрителя. Штейнберг замечает, что пять фигур, по-видимому полностью разъединенные и не знающие о присутствии друг друга, сфокусированы на зрителе, и разные стили, которыми они выполнены, лишь усиливают интенсивность их взгляда. Также Штейнберг прослеживает историю такого «обращенного» взгляда, то есть взгляда из картины на зрителя.
Летом 1983 года выпуск журнала «October» был посвящён эссе Штейнберга «The Sexuality of Christ in Renaissance Art and in Modern Oblivion» («Сексуальность Христа в искусстве Возрождения и в современном забвении») и его критике. В этом эссе Штейнберг исследует до тех пор незамеченный феномен в искусстве Возрождения — изображение гениталий младенца Христа и взрослого Христа в конце его жизненного пути, в обоих случаях по теологическим причинам.
Личная коллекция Штейнберга, собираемая им с 1970-х годов и состоящая из 3200 рисунков художников итальянского Возрождения, а также современных художников, с 2002 года хранится в The Leo Steinberg Collection, Blanton Museum of Art, Техасский университет в Остине. Его манускрипты хранятся в Getty Research Institute.

## Область исследований
Штейнберг широко известен своими работами о живописи и скульптурах Пикассо, сериях «Flags» («Флаги») Джаспера Джонса и «Woman» («Женщина») Виллема де Кунинга. Также Штейнберг исследовал работы Микеланджело, Леонардо да Винчи и других мастеров Возрождения. В частности, его интересовала тема изображения Христа в искусстве.
Как историк, Штейнберг помещал рассматриваемые произведения искусства и художников исторический контекст. Его подход к критике не был формальным. Он писал от первого лица и давал личные оценки. Его известное высказывание — «Anything anybody can do, painting does better» («Что-то может сделать каждый, но картина сделает это лучше») демонстрирует его любовь к изобразительным искусствам и уверенность, что они не только отражают жизнь, но и сами становятся ею. Различие между современной живописью и живописью «старых мастеров» заключается, по мнению Штейнберга, в субъективном восприятии той и другой самим зрителем.
На взгляды Штейнберга повлияли Томас Икинс, Пабло Пикассо, Марсель Дюшан, Джаспер Джонс, Сёрен Кьеркегор, Иммануил Кант, Клемент Гринберг, Гарольд Розенберг и Розалинда Краусс. Он сам, в свою очередь, повлиял на Роберта Раушенберга, Тьери де Кордье, Роя Лихтенштейна, Дэвида Хокни, Тома Вольфа, Джона Рассела, Роберта Розенблюма и Уильяма Рубина.

## Награды и премии
- Премия по литературе Американской академии искусств и литературы (1983)
- Стипендия Мак-Артура (1986)

## Основные работы
- Contemporary Art and the Plight of its Public. Harper’s Magazine, March 1962
- Other Criteria. Confrontations With Twentieth-Century Art. Oxford University Press, NY, 1972. 436 стр.
- The Philosophical Brothel. Art News, vol. LXXI, September/October 1972
- Michelangelo’s Last Paintings, 1975
- Leonardo’s Incessant Last Supper, 2001

## Разное
В молодости Штейнберг красил свои волосы в белый цвет, чтобы походить на мраморные итальянские статуи, которыми он восхищался.